# Ross Turnbull
Ross Turnbull (* 4. Januar 1985 in Bishop Auckland) ist ein ehemaliger englischer Fußballtorhüter.

## Kindheit
Turnbull besuchte die Byerley-Park-Grundschule und anschließend das Woodham Community Technology College. Neben seiner schulischen Ausbildung spielte er im örtlichen Fußballteam Newton Ayclife, allerdings nicht im Tor, sondern zuerst im Mittelfeld. Trainer Arthur Vickerstaff schulte Turnbull später zum Torwart um. Schließlich bemühten sich diverse Vereine wie Sunderland um den jungen Keeper, der sich allerdings für die Jugendabteilung des FC Middlesbrough entschied.

## Karriere

### Middlesbrough
Nach Stationen bei diversen Jugendmannschaften unterzeichnete Turnbull 2002 einen Profivertrag bei Middlesbrough. Bei der Junioren-Fußballweltmeisterschaft 2003 spielte er für England. Nach verschiedenen Leihstationen, die meist auf nur drei Monate begrenzt waren, ließ sich Turnbull im Juli 2007 für eine ganze Saison an Cardiff City verleihen, wo er Neil Alexander, welcher den Klub verlassen hatte, ersetzen sollte. Nachdem Turnbull mehrere Fehler unterlaufen waren, wurde er durch Michael Oakes ersetzt. So kam es, dass er am 5. Oktober 2007 zu Middlesbrough zurückgeholt wurde, da sich der Ersatztorwart Brad Jones verletzt hatte. Unmittelbar nach seiner Rückkehr bestritt er zwei Spiele, denn auch Stammtorhüter Mark Schwarzer fiel mit gebrochenem Daumen aus. Eines dieser Spiele war ein 2:1-Sieg gegen Arsenal. Nach mehr als 11 Jahren bei Middlesbrough verließ Mark Schwarzer den Klub in Richtung FC Fulham. Trainer Gareth Southgate wollte keinen neuen Torwart kaufen und ließ den Platz im Tor zwischen Jones und Turnbull auskämpfen. Die ersten Spiele der Saison bestritt noch Jones. Als sich dieser jedoch verletzte, nutzte Turnbull die Chance und stand die restliche Saison über zwischen den Pfosten. Im Juni 2009 wurde Turnbull eine Vertragsverlängerung angetragen, die er jedoch ablehnte.

### FC Chelsea

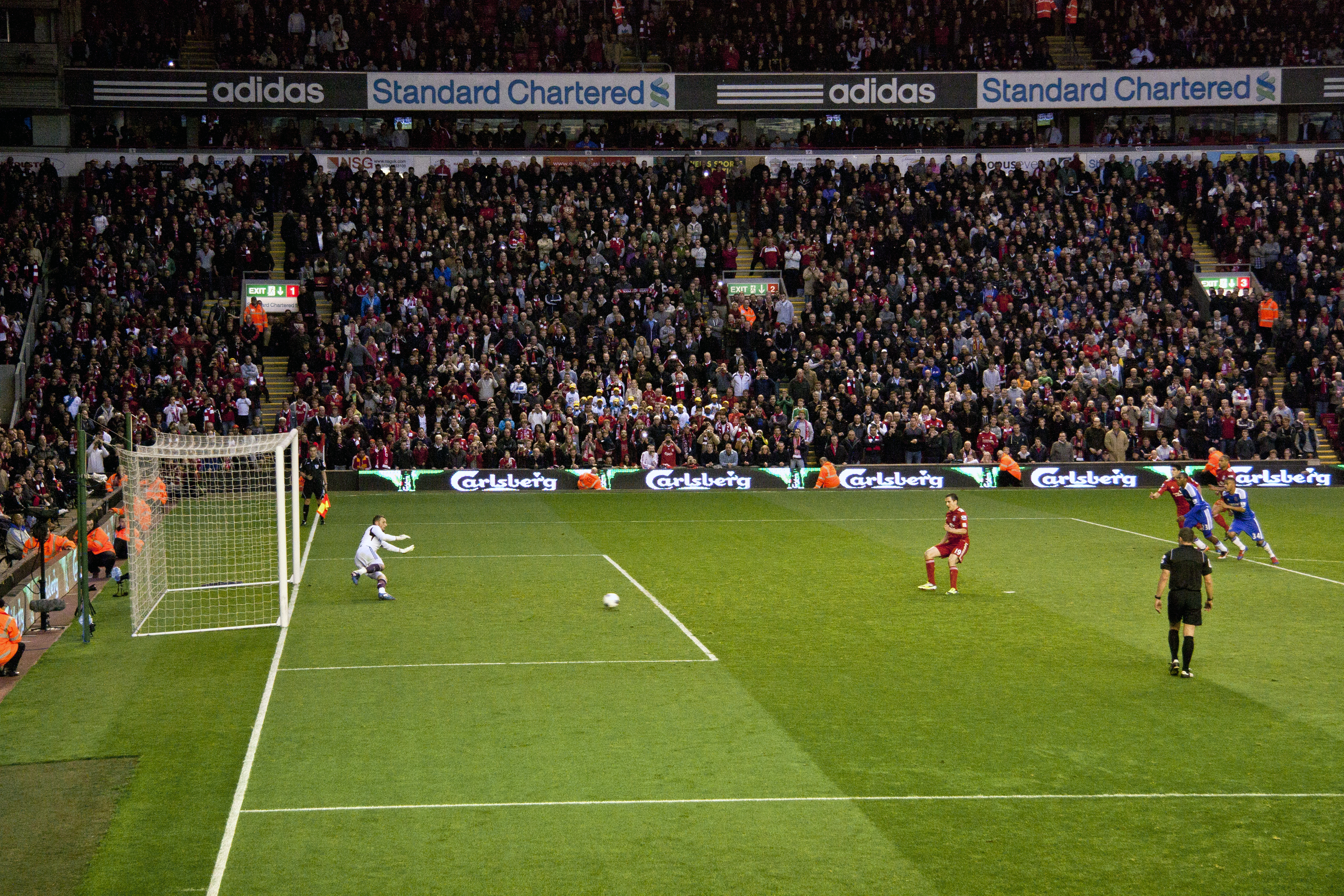
Turnbull kassiert 2012 einen Elfmeter.

Am 2. Juli 2009 wurde bekannt, dass Turnbull ablösefrei zum FC Chelsea wechseln würde, wo er einen Vertrag für vier Jahre unterzeichnete. Turnbull verkündete nach seiner Verpflichtung, dass er nicht gekommen sei, um auf der Bank zu sitzen und Ersatz für Petr Čech zu sein und dass er für einen Stammplatz kämpfen würde. Beim ersten Spiel der neuen Saison gegen Hull City allerdings war Turnbull nicht einmal in den Kader berufen worden, weshalb das Gerücht aufkam, Turnbull sei nicht wie bisher angenommen als Nummer zwei, sondern als Nummer drei verpflichtet worden. Am zweiten Spieltag jedoch saß Turnbull wieder auf der Ersatzbank.

### Doncaster Rovers
Nach dem Auslaufen seines Vertrages beim FC Chelsea schloss sich Turnbull zur Saison 2013/14 den Doncaster Rovers an, die zuvor in die Football League Championship aufgestiegen waren.

## Titel und Erfolge
- UEFA Europa League: 2013
- UEFA Champions League: 2012

## Privat
Turnbull ist verheiratet und hat eine Tochter und einen Sohn. Sein Sohn erlangte im Mai 2013 als Zweijähriger Aufmerksamkeit, als er nach dem letzten Saisonspiel einen Ball an der Mittellinie an sich nahm und ins Tor beförderte. Die Menge jubelte ihm zu und schrie „Sign him up!“ (dt. „Nehmt ihn unter Vertrag!“).